# Casa del dr. G. C. Stockman
La casa del dr. G. C. Stockman (también conocida como la Casa de la sra. Evangeline Skarlis) es una residencia en Mason City, en el estado de Iowa (Estados Unidos) Fue diseñada por Frank Lloyd Wright y construida en 1908 para el Dr. George C. y Eleanor Stockman. Estaba ubicada originalmente en 311 1st St. SE, pero se trasladó a 530 1st St. (David Christiansen) NE para evitar ser demolida. Fue restaurado y abrió sus puertas museo público. Está incluida en el Registro Nacional de Lugares Históricos. Tiene numerosos muebles originales y piezas de reproducción.

## Historia

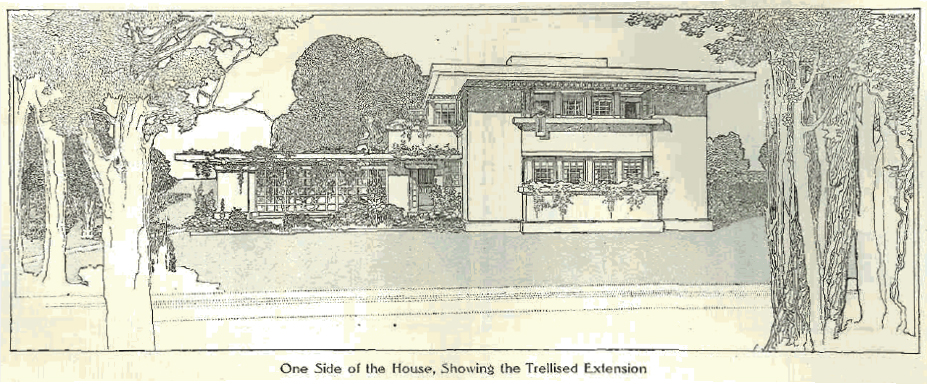
Dibujo de la "Casa a prueba de fuego" que formó la base del diseño de la casa de George C. Stockman.

En 1907, Frank Lloyd Wright recibió el encargo de diseñar un edificio de uso mixto para los abogados de Mason City, James E. E. Markley y James E. Blythe. La construcción de lo que se conoce como el Park Inn Hotel and National City Bank Building no comenzó hasta abril de 1909, pero Wright hizo muchas visitas al sitio durante el período de diseño entre 1907 y 1908. Durante una visita en 1908, Wright fue contratado por el vecino de Markley, George Stockman, y su artista esposa Eleanor, para diseñar una casa en un pequeño lote a unas cuadras de su proyecto de hotel y banco
Para el diseño de la casa Stockman, Wright adaptó un plan que había publicado en el Ladies 'Home Journal en 1907. Titulado "Una casa a prueba de fuego por 5000 dólares", rediseñó el estilo Prairie de Wright en una vivienda más pequeña y compacta que era más asequible para una familia de ingresos medios. La Casa Stockman fue la tercera versión construida por Wright de la "Casa a prueba de fuego" después de completar tanto Tan-Y-Deri (la Casa Andrew T. Porter) como la Casa I de Stephen MB Hunt en 1907
Stockman fue propietario de la casa hasta 1924, después de lo cual la casa pasó por al menos seis propietarios, incluido uno que la utilizó como estudio de fotografía. Aunque la casa quedó en ruinas, se hicieron muy pocas modificaciones. Tras la muerte del último ocupante en 1987, la casa se subastó. El único postor fue la vecina Primera Iglesia Metodista Unida, que deseaba el terreno para un estacionamiento. La oferta estaba por debajo de la oferta mínima y, por lo tanto, fue rechazada. Posteriormente, un grupo de voluntarios de Mason City formó la Sociedad de Preservación Histórica de River City con la esperanza de salvar la casa. El inventor y empresario local, David Murphy (1918-1999), intervino para satisfacer a ambos grupos donando 20 000 dólares adicionales para la compra de la Iglesia Metodista bajo el acuerdo de que la casa Stockman sería donada a la ciudad en lugar de ser demolida.
La propiedad se transfirió a River City Society, y dos años más tarde la casa se trasladó aproximadamente dos cuadras al este y dos cuadras al norte hasta su ubicación actual al final de 1st St. NE. La restauración que siguió incluyó un techo nuevo, reparación de estuco exterior y yeso interior, cableado y plomería nuevos, y restauración de la mayoría de los demás acabados por dentro y por fuera. Los materiales originales y la integridad arquitectónica se mantuvieron tanto como fue posible, pero en algunos casos la Sociedad sustituyó el material perdido o dañado por productos modernos y menos costosos. Por ejemplo, el techo fue repavimentado con tejas de asfalto en lugar de reproducir las tejas de roble que se quitaron hace mucho tiempo
La casa Stockman se abrió al público en 1992 tras la finalización de la mayoría de los trabajos de restauración Fue agregado al Registro Nacional de Lugares Históricos en el mismo año. Después de cuatro años de diseño y recaudación de fondos, la Sociedad de Preservación Histórica de River City inició la construcción en septiembre de 2009 para que el Centro de Interpretación Arquitectónico de Mason City reemplazara un apartamento dúplex no histórico al norte de la casa. El edificio, que contendrá un auditorio y un espacio de galería, se basa libremente en un diseño del arquitecto de Prairie School, Walter Burley Griffin. Este centro de aprendizaje e investigación se inauguró en mayo de 2011.

## Arquitectura

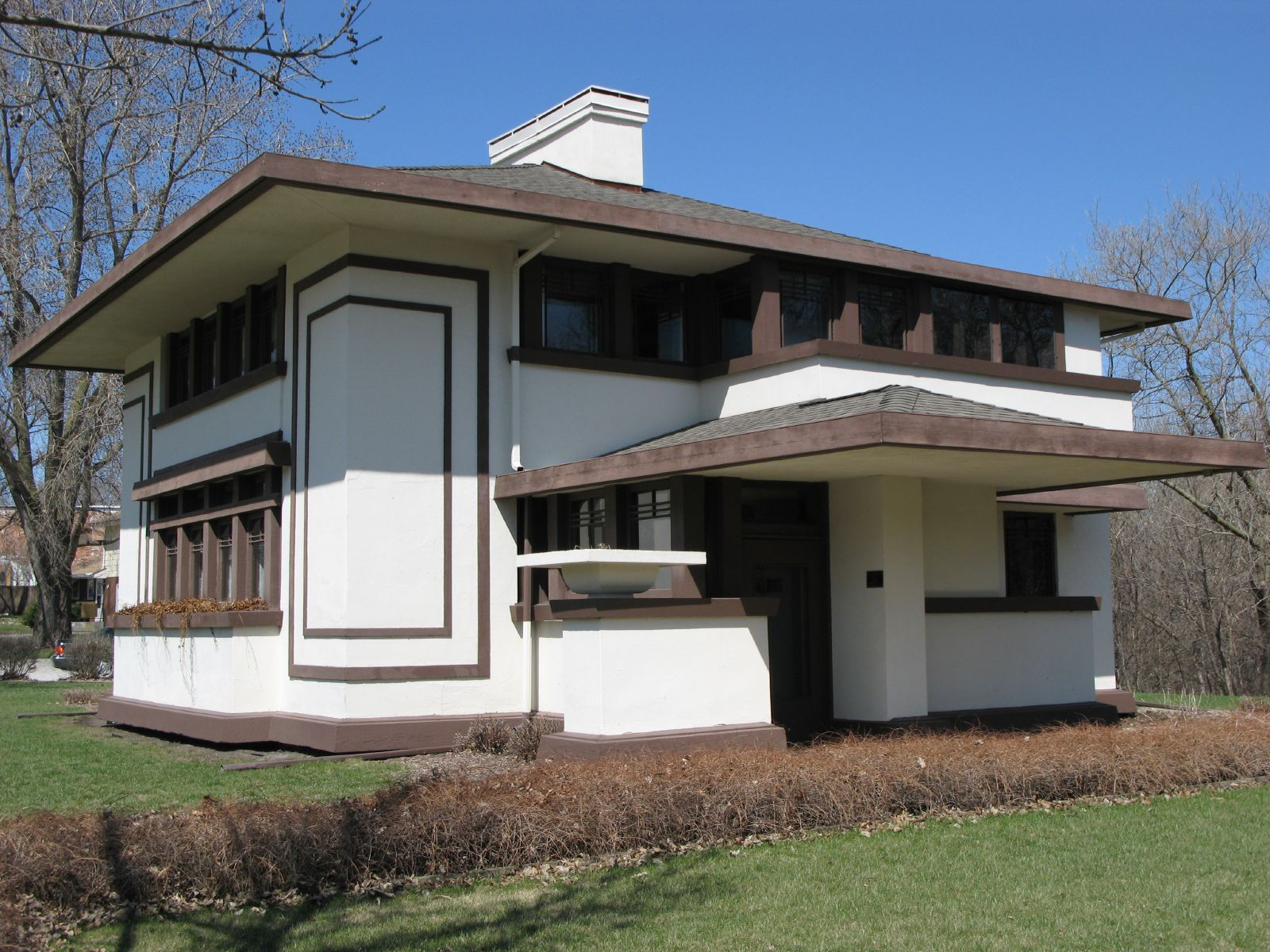
Lado sur de la casa con la entrada ampliada, el techo en voladizo y el balcón del segundo piso.

Al igual que los otros ejemplos conocidos de la "Casa a prueba de fuego" (incluida la Casa Hunt I de 1907 y la Casa Zeigler de 1909) la Casa Stockman se construyó con ligeras variaciones del diseño original. Por ejemplo, la entrada se amplió, el enrejado de entrada especificado se cambió por un techo en voladizo, una terraza cubierta (ahora cerrada) se unió al lado norte y el techo plano fue reemplazado por un techo de cuatro aguas poco profundo.
Por las esquinas de la casa se proyectan bandas de madera oscura, que Lloyd llamó "molduras de la banda trasera", que destacan y añaden complejidad a la masa cúbica. En ese sentido, la casa presenta semajanzas con el contemporáneo Unity Temple.
Si bien casi todos los muebles originales se perdieron cuando la casa transfirió a los propietarios, quedan tres estanterías para libros empotradas y un aparador del comedor. La casa ahora está amueblada con muebles de época de Arts and Crafts — muchos diseñados por Gustav Stickley — alfombras orientales y algunos originales y reproducciones de Frank Lloyd Wright. Entre estos últimos se encuentran la porcelana dorada y blanca del Hotel Imperial de 1922 y una cómoda que fue hecha a mano con dibujos de Wright.